# Десерт
Десерт (погрешно дезерт) је типично последњи део обеда (храна којом се завршава оброк). Обично је то: сир, воће, посластица или неки колач.

## Етимологија
Реч „десерт“ потиче од француске речи „desservir”, што значи „очистити сто“. Њена прва позната употреба на енглеском била је 1600. године, у приручнику о здравственом образовању под насловом Природна и вештачка упутства за здравље, који је написао Вилијам Вон.

### Друга имена
Реч „десерт“ се често користи Аустралији, Канади, Ирској, Новом Зеланду и Сједињеним Државама, док је она један од неколико синонима, укључујући „пудинг“, „слатко“ и „после“, у Уједињеном Краљевству и неким другим земљама Комонвелта.

## Историја
Слаткиши су полагани боговима у древној Месопотамији‍:6 и старој Индији‍:16 и другим древним цивилизацијама. Херодот помиње да су персијска јела садржавала много посластица, и да су слатке понуде биле разноврсније од главних јела.. Официр немачке војске Хелмут фон Молтке, док је служио у Отоманском царству, приметио је необичну презентацију јела са слатким јелима између печења и других сланих јела.
Шећерна трска и шећер били су мало познати и ретки у Европи све до дванаестог века или касније када су крсташки ратови, а затим колонизација проширили његову употребу. Европљани су почели да производе шећер у средњем веку и постало је доступно више слатких десерта. Чак и тада је шећер био тако скуп, обично су само имућни могли да уживају у посебним приликама. Први рецепт за питу од јабука објављен је 1381.; Најранија документација о термину колачић била је у „Седамдесет пет рецепата за пециво, колаче и слаткише“ 1828. године у рецептима кувара Елизе Лесли.
Индустријска револуција у Европи и касније Америци довела је до масовне производње намирница, укључујући десерте, које су се могле прерађивати, презервирати, конзервирати и паковати. Замрзнута храна, укључујући десерте, постала је веома популарна почевши од 1920-их.

## Састојци
Слатки десерти обично садрже шећер од трске, палмин шећер, смеђи шећер, мед или неке врсте сирупа као што су меласа, јаворов сируп или кукурузни сируп. Други уобичајени састојци у десертима у западном стилу су брашно или други облици скроба, масти за кување као што су путер или маст, млечни производи, јаја, со, кисели састојци као што је сок од лимуна, и зачини и други агенси као што су чоколада, кафа, путер од кикирикија, воће и ораси. Пропорције ових састојака, заједно са методама припреме, играју велику улогу у конзистенцији, текстури и укусу крајњег производа.
Шећери доприносе влажности и нежности печених производа. Компоненте брашна или скроба служе као протеини и дају структуру десерта. Масти доприносе влажности и могу омогућити развој љускавих слојева у пециву и корама за питу. Млечни производи у пекарским производима одржавају десерте влажним. Многи десерти такође садрже јаја, како би се формирала крема или да би се помогло у подизању и згушњавању супстанце налик на колач. Жуманца посебно доприносе богатству посластица. Беланца могу да делују као средство за дизање или да дају структуру. Даље иновације у покрету здраве исхране довеле су до тога да је доступно више информација о веганским и безглутенским заменама за стандардне састојке, као и заменама за рафинирани шећер.
Десерти могу да садрже много зачина и екстраката за додавање различитих укуса. Со и киселине се додају у десерте како би уравнотежили слатке укусе и створили контраст у укусима. Неки десерти су са укусом кафе, на пример суфле од ледене кафе или кафени кекс. Алкохоли и ликери се такође могу користити као састојак, за прављење алкохолних десерта.

## Сорте и елементи
Десерт се састоји од варијација укуса, текстура и изгледа. Десерти се могу дефинисати као обично слађе јело којим се завршава оброк. Ова дефиниција укључује низ курсева у распону од воћа или сушених орашастих плодова до колача и пита са више састојака. Многе културе имају различите варијације десерта. У модерно доба варијације десерта се обично преносе или потичу из географских региона. Ово је један од разлога за варијације десерта. То су неке од главних категорије у које се десерти могу сврстати.

### Пудинзи
Пудинзи су слични кремама по томе што је њихова основа крем или млеко. Међутим, њихова примарна разлика је у томе што се пудинзи згушњавају скробом као што су кукурузни скроб или тапиока. С друге стране, креме се згушњавају само помоћу јаја и обично су чвршће.

### Мале торте и пецива
Измешено тесто између торте и пецива мешањем састојака. Старофранцуски бисквит, који се на енглеском обично пише као biscuit, је изведеница од латинског за двапут печен. Холандска реч koekje, који се на енглеском обично пише као cookie, изведена је од cake-ie , што значи мали колач.